# توس کرکی
توس کرکی یا توس سفید (نام علمی: Betula pubescens) نام یک گونه از سرده توس است. توس کرکی به میزان فراوان در شمال آسیا، گرینلند، ایسلند و سرتاسر شمال اروپا یافت می‌شود. این درخت برگریز ۱۰ تا ۲۰ متر رشد می‌کند و دارای تاجی بلند و باریک است. قطر درخت تا ۷۰ سانتی‌متر می‌روید. پوست درخت توس کرکی سفید-خاکستری است.